# Horenka
Horenka (ukrainisch Горенка; russisch Горенка Gorenka) ist ein 1552 gegründetes Dorf in der ukrainischen Oblast Kiew mit etwa 5300 Einwohnern (2006).

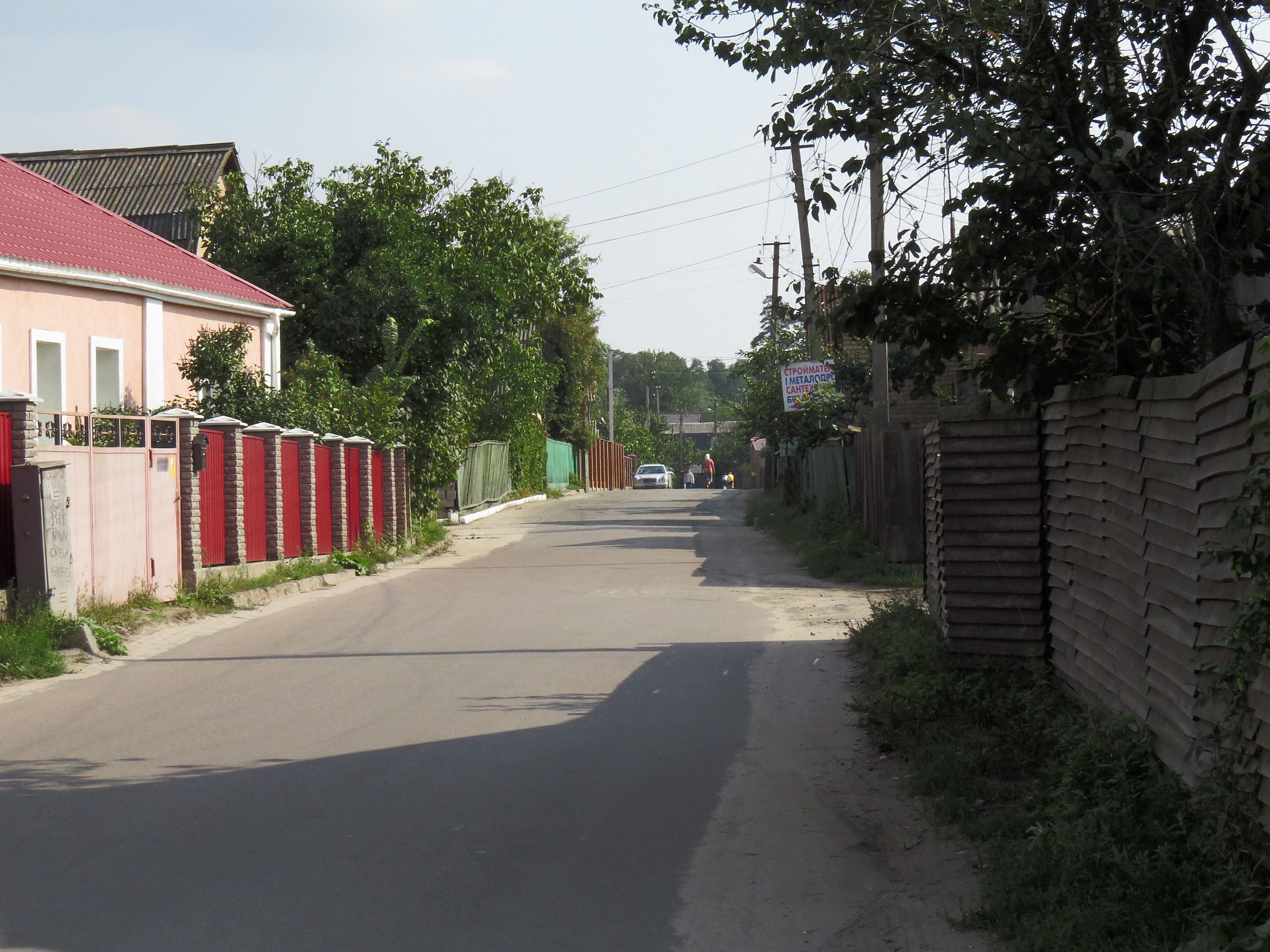
Straße in Horenka

Horenka liegt am Fluss Horenka, einem 12 Kilometer langen Nebenfluss des Irpin, 10 km nordöstlich der Stadt Irpin an der Stadtgrenze von Kiew, dessen Zentrum sich 23 km südöstlich vom Dorf befindet.
Am 12. Juni 2020 wurde das Dorf ein Teil der neugegründeten Siedlungsgemeinde Hostomel, bis dahin bildete es zusammen mit dem Dorf Moschtschun die gleichnamige Landratsgemeinde Horenka (Горенська сільська рада/Horenska silska rada) im Norden des Rajons Kiew-Swjatoschyn.
Am 17. Juli 2020 kam es im Zuge einer großen Rajonsreform zum Anschluss des Rajonsgebietes an den Rajon Butscha.